# Rotondă pentagonală
În geometrie rotonda pentagonală este o rotondă la care fața opusă bazei este un pentagon regulat. Este poliedrul Johnson J6. Poate fi văzută ca o jumătate dintr-un icosidodecaedru, sau ca jumătate dintr-o ortobirotondă pentagonală. Având 17 fețe, este un heptadecaedru.

## Mărimi asociate
Următoarele formule pentru înălțime h, arie A, volum V și raza sferei circumscrise R sunt stabilite pentru lungimea laturilor tuturor poligoanelor (care sunt regulate) a:
{\displaystyle h={\sqrt {1+{\frac {2}{\sqrt {5}}}}}\,a\approx 1,376382\,a\,,}
{\displaystyle {\begin{aligned}A&={\frac {1}{2}}{\sqrt {5\left(145+58{\sqrt {5}}+2{\sqrt {30\left(65+29{\sqrt {5}}\right)}}\right)}}\,a^{2}\\&={\frac {5{\sqrt {3}}+{\sqrt {10\left(65+29{\sqrt {5}}\right)}}}{2}}\,a^{2}\approx 22,347200\,a^{2},\end{aligned}}}
{\displaystyle V={\frac {45+17{\sqrt {5}}}{12}}\,a^{3}\approx 6,917763\,a^{3},}
{\displaystyle R={\frac {1+{\sqrt {5}}}{2}}\,a\approx 1,618034\,a\,.}

## Poliedru dual
Dualul rotundei pentagonale are 20 de fețe: 10 triunghiulare, 5 rombice și 5 romboidale.
| Dualul rotondei pentagonale | Desfășurata dualului |
| --------------------------- | -------------------- |
|                             |                      |